# Zosis
Zosis is een geslacht van spinnen uit de  familie van de wielwebkaardespinnen (Uloboridae).

## Soorten
- Zosis costalimae (Mello-Leitão, 1917)
- Zosis geniculata (Olivier, 1789)
  - Zosis geniculata altissima (Pelegrin Franganillo-Balboa, 1926)
  - Zosis geniculata fusca (Lodovico di Caporiacco, 1948)
  - Zosis geniculata humilis (Pelegrin Franganillo-Balboa, 1926)
  - Zosis geniculata quadripunctata (Pelegrin Franganillo-Balboa, 1926)
  - Zosis geniculata similis (Pelegrin Franganillo-Balboa, 1926)
  - Zosis geniculata timorensis (Ehrenfried Schenkel-Haas, 1944)
- Zosis peruana (Keyserling, 1881)